# Банькевич Вікентій
Вікентій (Вінцентій) Баньке́вич (нар. близько 1830 — пом. 1861, Житомир) — український скрипаль, композитор, диригент і педагог XIX століття.

## Біографія
Народився близько 1830 року. Гри на скрипці навчався у Вільні і приватно у Санкт-Петербурзі у Олексія Львова. 
Як скрипаль гастролював у Києві, Санкт-Петербурзі, Вільні, Кенігсбергу. В останні роки життя очолював оркестр Житомирського театру, заснував музичну школу в селі Зарубинцях, в якій і викладав.
Був автором творів для скрипки, фантазій на українські теми, рондо, концертино та інше.
Помер у Житомирі в 1861 році.